# Eugenio Blais
Eugenio Blais (Exilles, 19 giugno 1860 – Torino, 7 maggio 1934) è stato un pittore italiano.

## Carriera
Terzo di sei figli del cav. Giuseppe Francesco Blais e Adele Grasset, si dedicò giovanissimo alla pittura e fu condiscepolo di Giacomo Grosso. Di questa conosceva a fondo la tecnica delle ombre e l'impiego di tinte fredde di particolare efficacia. La sua pittura era orientata alla ricerca del paesaggio puro.
C'è l'apertura a spazi ampi di cielo, ad atmosfere studiate in ogni ora del giorno (si veda il luminosissimo « Lago del Moncenisio »). Oltre il primo piano, l'occhio scorre, in questa composizione, ad un punto che sembra gradatamente svanire.
Vi è nella pittura del Blais una allegoria della solitudine, che neppure la figura (seppur rara nei suoi dipinti) riesce a rompere. La tecnica di cui è maestro, si incarica di rendere simbolico questo procedimento, attraverso sapienti giochi di luci e ombre, in una quasi minacciosa carica emotiva, in un assieme severo ed ascetico. Vi è forse nella pittura del Blais qualcosa di Lorenzo Delleani, quel colore compatto e spezzato, quelle pennellate che si intrecciano, quell'impasto di bianco crema e marrone, quella predominanza del verde.
Si conosce del Blais qualche opera figurativa, quale quella « Madonna degli Angeli » del Santuario del Collombardo (presso l'omonimo colle), regalata da Mons. Vinassa nel 1914, rubata negli anni 80 e poi sostituita con una copia del pittore olandese Alexander Westerhout.